# Ghiacciaio Nenana
Il ghiacciaio Nenana (Nenana Glacier in inglese) è un ghiacciaio dell'Alaska centro-meridionale. Nella lingua locale il ghiacciaio si chiama "Luyinanest'aani Luu'".

## Descrizione fisica
Il ghiacciaio si origina nella parte orientale della catena dell'Alaska e si sviluppa in direzione sud-ovest. Il ghiacciaio copre un dislivello di circa 1.150 metri (da 2.300 a 1.150 m s.l.m.) per una lunghezza di 11 chilometri. La larghezza media lungo il percorso principale è di 600 metri. Le acque di scioglimento sono tributarie del fiume Nenana che termina all'incontro con il fiume Tanana.
Il ghiacciaio è circondato dai seguenti monti (tutti appartenenti alla parte orientale della catena dell'Alaska):
| Nome del monte (nome locale)             | Altezza (m s.l.m.) | Coordinate             | Distanza e direzione dal ghiacciaio |
| ---------------------------------------- | ------------------ | ---------------------- | ----------------------------------- |
| Nenana Mountain (Dghateni Dghilaay)      | 2.318              | 63°32′38″N 147°50′02″W | 10 km verso ovest                   |
| Mount Deborah (Tl'ahwdicaaxi Dghilaaye') | 3.718              | 63°38′15″N 147°14′14″W | 22 km verso nord-est                |
| Hess Mountain                            | 3.501              | 63°38′20″N 147°08′48″W | 26 km verso nord-est                |

Il ghiacciaio si trova nel borough di Denali (Denali Borough); un'area amministrativa dello stato dell'Alaska di circa 2.000 abitanti con capoluogo Healy.
Ghiacciai vicini al Nenana sono il ghiacciaio West Fork (63°32′30″N 147°16′37″W) a 10 km verso nord-ovest e il ghiacciaio Yanert (63°36′07″N 147°42′49″W) a 8 km verso nord-est

## Accessibilità
Il ghiacciaio è visibile dall'autostrada Denali in direzione nord a circa un terzo del percorso dalla città di Cantwell.